# Маркс, Эрвин
Эрвин Отто Маркс (нем. Erwin Otto Marx,1893—1980) — немецкий инженер, изобретатель генератора Маркса.

## Биография
Родился близ города Риза (ныне — Мейсен, земля Саксония). Окончил Технический университет Дрездена, где получил докторскую степень в 1921 году. После нескольких лет работы в качестве инженера, Маркс в 1925 году был назначен профессором по специальности «аппаратура высокого напряжения» в Брауншвейгском техническом университете. В 1933 году вступил в СА, в 1937 году — в НСДАП. С 1937 по 1945 годы Маркс занимал должность начальника технического отдела электротехники научно-исследовательского совета Третьего рейха. После 1945 года, в ходе денацификации был отстранён от должности профессора, но в 1950 году восстановлен в звании полного профессора в Брауншвейгском техническом университете, а в 1958—1960 был ректором университета. В 1962 году ушёл в отставку.
Ежегодно Ассоциация электротехники, электроники и информационных технологий Германии присуждает премии им. Эрвина Маркса лучшим выпускникам Брауншвейгского технического университета и Брауншвейгского университета прикладных наук «Ostfalia».
Также в его честь университет Нью-Мексико в 1997 году учредил премию Эрвина Маркса, которая присуждается индивидуально за выдающиеся разработки в импульсной электротехнике.

## Разработки
С 1918 по 1950 годы Маркс вёл исследования по передаче электроэнергии на большие расстояния. В 1924 году изобрёл генератор импульсов высокого напряжения, построенный в 1926 году и получивший впоследствии его имя. В отечественных источниках его часто называют генератором Аркадьева — Маркса или генератором Маркса — Аркадьева. В начале 1930-х годов Маркс добился определённых успехов в создании высоковольтной линии постоянного тока, но не смог решить ряд технических проблем. Благодаря поддержке имперского министерства авиации продолжал свои исследования до конца войны. Организовал защиту источников энергоснабжения баз люфтваффе от бомбовых атак с использованием подземных кабелей постоянного тока, а также принимал участие в работах по переброске электроэнергии из Норвегии в Германию для обеспечения производства вооружений.